# Freikirchen.ch – Dachverband Freikirchen und christliche Gemeinschaften Schweiz
Freikirchen.ch – Dachverband Freikirchen und christliche Gemeinschaften Schweiz (kurz Freikirchen.ch) ist ein Dachverband von vor allem im deutschsprachigen Teil der Schweiz gelegenen Freikirchen. Er tritt seit September 2020 unter seiner heutigen Bezeichnung auf (zuvor Verband Evangelischer Freikirchen und Gemeinden in der Schweiz bzw. «VFG – Freikirchen Schweiz»).

## Geschichte
Am 18. November 1919 erfolgte die Gründung des «Verbandes unabhängiger evangelischer Korporationen (Kirchen, Gemeinschaften, Gesellschaften und Vereine) der Schweiz».
Unter dem Eindruck der grossen Grippe-Epidemie nach dem Ersten Weltkrieg haben die Behörden teilweise Versammlungsverbote erlassen. Die Landeskirchen und Restaurants waren nicht davon betroffen, die Freikirchen hingegen schon. Die Schweizerische Evangelische Allianz als Verband von Einzelpersonen wurde von den Behörden als Ansprechpartner nicht akzeptiert. Als Folge davon wurde auf Antrag des Zürcher Allianz-Komitees in den Räumlichkeiten der Minoritätsgemeinde Aarau der Freikirchen-Verband gegründet, um dieser Diskriminierung entgegenzutreten.
Bis 1995 hiess der Verband «Verband evangelischer Freikirchen und Gemeinschaften». Auch kleine Einzel-Gemeinden wie die Freie Kirche Uster und die Minoritätsgemeinde in Aarau, die sich von der dortigen evangelisch-reformierten Kirchgemeinde abgespalten hatte, gehörten ihm an. Gemäss den Statuten vom 6. Dezember 2022 dagegen steht die Mitgliedschaft offen:
1) Freikirchen und Gemeindeverbänden, die auf der Grundlage des Zweckartikels basieren, in der Schweiz mindestens 10 vollamtliche Angestellte oder 2000 Mitglieder ausweisen; 2) Einzelnen freien Kirchen und Gemeinden, die sich in einem Bund vereinigen und sich gemeinsam vertreten lassen.

## Selbstverständnis
Der Verband sieht sich selbst als «dritte Kraft» zwischen den zwei grossen Kirchen.
Grundlage der Zusammenarbeit bilden gemäss dem Zweckartikel der Statuten vom 6. Dezember 2022 das gemeinsame Bekenntnis zur Heiligen Schrift, der gemeinsame Auftrag zur Verkündigung des Evangeliums, der gemeinsame Bezug auf das Apostolische Glaubensbekenntnis und die "Lausanner Erklärung". Die Mitglieder verbindet gemäss dem Leitbild das Bekenntnis zu Jesus Christus als Herr auf der Basis der Bibel, der Auftrag der Verkündigung des Evangeliums und der Aufbau von lokalen Kirchen. Die Freikirchen und der Verband haben in den letzten Jahren viel unternommen, um das Sektenimage abzustreifen. So haben sie die Medien besser informiert, sich vermehrt an Vernehmlassungen beteiligt, mehr Beziehungen zu andern Kirchen und Institutionen gepflegt, sich stärker in gesellschaftliche Prozesse eingebracht und mit der Schaffung einer Clearing-Stelle eine Beschwerdestelle geschaffen und damit auch die Transparenz erhöht.

## Organisationsstruktur und Statistik
Die Generalversammlung des Verbandes ist identisch mit der Konferenz der Leiter der zugehörigen Freikirchen. Der Vorstand wird durch die Leiterkonferenz (LKF) auf drei Jahre gewählt und besteht mindestens aus dem Präsidenten, dem Vizepräsidenten, dem Sekretär und dem Kassier.
Präsident ist seit 2018 Peter Schneeberger von der FEG Schweiz.
Generalversammlung und Vorstandschaft wird unterstützt von mehreren Ausschüssen, darunter ein ständiger Ausschuss für Medien. In Bezug auf Radio und Fernsehanstalten arbeitet man mit der Schweizerischen Evangelischen Allianz (SEA) zusammen. Das Forum der Begegnung dagegen dient der Aussprache und Konsensfindung über brennende theologische und gesellschaftliche Fragen.
Ausser zur Evangelischen Allianz unterhält der Verband ökumenische Beziehungen zum Réseau Evangélique Suisse (RES) und zur Evangelisch-reformierten Kirche Schweiz (EKS), beteiligt sich an den «Oltner Gesprächen der überdenominationellen Werke» und hat seit 2017 Gast- (oder Beobachter-)statut bei der Arbeitsgemeinschaft christlicher Kirchen in der Schweiz. Seit dem 9. September 2021 ist der Verband auch Mitglied im Schweizerischen Rat der Religionen.
Der Verband umfasst (Stand 8. August 2023) 18 freikirchliche Körperschaften. Weiter sind etliche diakonische Werke, evangelistische Organisationen und theologische Seminare – vorwiegend aus der deutschsprachigen Schweiz – im Gästestatus angeschlossen. Die Freikirche der Siebenten-Tags-Adventisten gehört seit September 2019 ebenso wie Forsquare Suisse dem unverbindlicheren Beobachterstatus an, der dem Dialog und gegenseitigen Kennenlernen noch nicht angeschlossener Freikirchen dient.

## Mitgliedskirchen
Zum Verband Freikirchen.ch gehören die folgenden Gemeindeverbände:
- BewegungPlus
- Bund Evangelischer Gemeinden (BEG) / New Life International (NLI)
- Bund der Evangelischen Täufergemeinden (ETG)
- Bund Schweizer Baptistengemeinden
- Evangelisches Gemeinschaftswerk (EGW)
- Evangelisch-methodistische Kirche in der Schweiz (EMK)
- Federazione delle Chiese Evangeliche Libere del Ticino (FCELT) (deutsch: Bund der evangelischen Freikirchen im Tessin)
- Freie Charismatische Gemeinden der Schweiz (FCGS)
- Freie Evangelische Gemeinden in der Schweiz (FEG)
- Gemeinde für Christus (GfC)
- G-Movement
- GvC-Bewegung
- Heilsarmee
- Konferenz der Mennoniten der Schweiz (Alttäufer)
- Schweizerische Pfingstmission (SPM)
- Vereinigung Freier Missionsgemeinden (VFMG)
- Vineyard-Gemeinden Schweiz
- Viva Kirche Schweiz

## Anteil an der Bevölkerung
Anlässlich der schweizerischen Volkszählung im Jahr 2000 wurden die Einwohner auch nach ihrer Religion befragt. Von der Gesamtbevölkerung von 7'288'010 wurden 161'075 Personen als Angehörige der evangelischen Freikirchen und übrigen protestantischen Gemeinschaften gezählt. Das ergibt ein Bevölkerungsanteil von 2,2 Prozent, gleich viel wie 1990. Bei den Schweizer Bürgern ist der Anteil der Freikirchen von 2,3 auf 2,5 Prozent gewachsen, bei den Personen ohne Schweizer Bürgerrecht ist der Anteil von 1,8 auf 1,3 Prozent gesunken.
40 Prozent der Angehörigen der statistik-amtlichen Kategorie Evangelische Freikirchen und übrige protestantische Gemeinschaften gehören über ihren Gemeindeverband zum VFG. Der Anteil ist relativ tief, da in der amtlichen Kategorie auch Gemeinschaften wie die Neuapostolische Kirche, Zeugen Jehovas, Adventisten und Mormonen mit insgesamt rund 54'000 Personen dazu gezählt werden, die nicht aus der evangelischen Tradition stammen.
| VFG-Denominationen                 | Zugehörige VZ 2000 ganze Schweiz |
| ---------------------------------- | -------------------------------- |
| Freie Evangelische Gemeinden       | 14'045                           |
| Schweizerische Pfingstmission      | 9'741                            |
| Chrischona                         | 9'039                            |
| Evangelisch-methodistische Kirche  | 8'411                            |
| Freie Missionsgemeinden            | 3'876                            |
| Heilsarmee                         | 3'793                            |
| Freikirchen baptistischer Herkunft | 3'764                            |
| Evangelische Täufergemeinden       | 3'019                            |
| BewegungPlus                       | 2'850                            |
| Mennoniten                         | 2'725                            |
| Freie Christengemeinden            | 2'204                            |
| Evangelisches Gemeinschaftswerk    | 1'055                            |